# 沈鸿林
沈鸿林（1910年—2008年），男，山东菏泽人，中华人民共和国军事人物，中国人民解放军少将，曾任中国人民解放军铁道兵学校校长。